# Asconius Pedianus
Quintus Asconius Pedianus (* um 9 v. Chr., Padua; † um 76 n. Chr.) war Kommentator klassischer Texte und Grammatiker.
Erhalten sind seine Kommentare zu den folgenden Reden Marcus Tullius Ciceros: in L. Calpurnium Pisonem, („Gegen Lucius Calpurnius Piso“), pro Aemilio Scauro („Für Aemilius Scaurus“), pro T. Annio Milone („Für Titus Annius Milo“), pro Cornelio de maiestate, in toga candida. Interessant sind die Kommentare zu den letzten beiden genannten Reden aus den Jahren 65 bzw. 64 v. Chr., da die Reden selbst nicht erhalten sind. Weitere Kommentare sind verloren bzw. unecht.
Sueton nutzte Asconius Pedianus für seine De viris illustribus.

## Ausgaben und Übersetzungen
- Q. Asconii Paediani In Orationes M. Tullii Ciceronis enarrationes : nuper qua licuit cura, ac diligentia collatis, adhibitisque variis exemplaribus recogn., ac locis innumeris restitutae. Paris 1520 (Digitalisat).
- Adolph Kießling, Rudolf Schöll, Berlin 1875.
- Albert Curtis Clark, Oxford 1907.
- Bruce Atkinson Marshall, Missouri U.P., Columbia 1985.
- Asconius Pedianus, Quintus: Commentaries on Five Speeches of Cicero. Edited with a Translation by Simon Squires. Bristol Classical Press, Bristol 1990.
- (Ps.-Asconius) Cesare Giarratano, Rom 1920 (Nachdruck 1976).
- Marcus Tullius Cicero: Rede für Titus Annius Milo. Mit dem Kommentar des Asconius. Lateinisch und deutsch. Herausgegeben und übersetzt von Marion Giebel. Reclam, Stuttgart 1992.
- Quintus Asconius Pedianus: Commentaries on speeches of Cicero. Transl. with commentary by R. G. Lewis. Oxford University Press, Oxford 2010.